# الدوري الأدرياتيكي
الدوري الأدرياتيكي (بالإنجليزية: Adriatic League) هو دوري كرة سلة إقليمي للمحترفين تأسس في 2001، يلعب فيه 14 فريقاً، بدأ بفرق من يوغوسلافيا والبوسنة والهرسك وكرواتيا ومقدونيا والجبل الأسود وصربيا وسلوفينيا. في السنوات اللاحقة انضمت فرق من التشيك وإسرائيل والمجر وبلغاريا.

## أبرز الفرق
- كي كي بارتيزان
- كي كي أوليمبيا
- مكابي تل أبيب لكرة السلة

## وصلات خارجية
- الموقع الإلكتروني